# Буффиньерё
Буффиньерё (фр. Bouffignereux) — коммуна во Франции, находится в регионе Пикардия. Департамент коммуны — Эна. Входит в состав кантона Гиньикур. Округ коммуны — Лан.
Код INSEE коммуны — 02104.

## Население
Население коммуны на 2010 год составляло 103 человека.
| 1962 | 1968 | 1975 | 1982 | 1990 | 1999 | 2010 |
| ---- | ---- | ---- | ---- | ---- | ---- | ---- |
| 70   | 60   | 59   | 89   | 111  | 110  | 103  |

## Экономика
В 2010 году среди 64 человек трудоспособного возраста (15—64 лет) 49 были экономически активными, 15 — неактивными (показатель активности — 76,6 %, в 1999 году было 71,4 %). Из 49 активных жителей работали 47 человек (23 мужчины и 24 женщины), безработных было 2 (2 мужчин и 0 женщин). Среди 15 неактивных 6 человек были учениками или студентами, 6 — пенсионерами, 3 были неактивными по другим причинам.